# دی اسمت، آیداهو
دی اسمت (به انگلیسی: De Smet) یک منطقهٔ مسکونی در ایالات متحده آمریکا است که در شهرستان بنوا، آیداهو واقع شده‌است. دی اسمت ۱۷۵ نفر جمعیت دارد و ۷۹۱٫۸۸ متر بالاتر از سطح دریا واقع شده‌است.